# Trofeo Federal de San Marino
El Trofeo Federal de San Marino (en italiano: Trofeo Federale) fue un torneo de fútbol que se jugaba en San Marino. Su primera edición fue en 1986. El torneo lo disputaban cuatro equipos, los finalistas del Campeonato Sanmarinense de Fútbol y de la Copa Titano. Se disputó por última vez en la temporada 2010-11 para ser reemplazada por la Supercopa de San Marino.

## Palmarés

### Campeones
| Temporada | Campeón             | Resultado      | Finalista           |
| --------- | ------------------- | -------------- | ------------------- |
| 1985-86   | SP La Fiorita       | 2-0            | SC Faetano          |
| 1986-87   | SP La Fiorita       | 1-0            | AC Libertas         |
| 1987-88   | SS Virtus           | 4-3            | SP Tre Penne        |
| 1988-89   | AC Libertas         | 1-0            | FC Domagnano        |
| 1989-90   | FC Domagnano        | 5-2            | AC Juvenes/Dogana   |
| 1990-91   | SP Tre Fiori        | 3-1            | AC Juvenes/Dogana   |
| 1991-92   | AC Libertas         | 2-2 (pen. 4-2) | SP Tre Fiori        |
| 1992-93   | SP Tre Fiori        | 0-0 (pen. 4-1) | SC Faetano          |
| 1993-94   | SC Faetano          | 2-0            | SS Folgore/Falciano |
| 1994-95   | SS Cosmos           | 3-2            | SP Tre Fiori        |
| 1995-96   | AC Libertas         | 2-1            | SP La Fiorita       |
| 1996-97   | SS Folgore/Falciano | 2-0            | SP La Fiorita       |
| 1997-98   | SS Cosmos           | 1-0            | SP Tre Fiori        |
| 1998-99   | SS Cosmos           | 0-0 (pen. 4-3) | SC Faetano          |
| 1999-00   | SS Folgore/Falciano | 2-1            | SP Tre Penne        |
| 2000-01   | FC Domagnano        | -              | SP Tre Fiori        |
| 2001-02   | SP Cailungo         | 1-0            | SS Pennarossa       |
| 2002-03   | SS Pennarossa       | 3-1            | SS Virtus           |
| 2003-04   | FC Domagnano        | 5-1            | SS Virtus           |
| 2004-05   | SP Tre Penne        | 2-1            | SS Pennarossa       |
| 2005-06   | SS Murata           | 2-1            | AC Libertas         |
| 2006-07   | SP La Fiorita       | 2-1            | SP Tre Fiori        |
| 2007-08   | SS Murata           | 4-2            | SC Faetano          |
| 2008-09   | SS Murata           | 1-0            | FC Domagnano        |
| 2009-10   | SP Tre Fiori        | 1-0            | SP Tre Penne        |
| 2010-11   | SP Tre Fiori        | 2-1            | AC Juvenes/Dogana   |

### Campeonatos por equipo
| Club                | Títulos | Subtítulos | Años campeón                       | Años subcampeón                             |
| ------------------- | ------- | ---------- | ---------------------------------- | ------------------------------------------- |
| SP Tre Fiori        | 4       | 5          | 1990-91, 1992-93, 2009-10, 2010-11 | 1991-92, 1994-95, 1997-98, 2000-01, 2006-07 |
| SP La Fiorita       | 3       | 2          | 1985-86, 1986-87, 2006-07          | 1995-96, 1996-97                            |
| FC Domagnano        | 3       | 2          | 1989-90, 2000-01, 2003-04          | 1988-89, 2008-09                            |
| AC Libertas         | 3       | 2          | 1988-89, 1991-92, 1995-96          | 1986-87, 2005-06                            |
| SS Cosmos           | 3       | -          | 1994-95, 1997-98, 1998-99          | ----                                        |
| SS Murata           | 3       | -          | 2005-06, 2007-08, 2008-09          | ----                                        |
| SS Folgore/Falciano | 2       | 1          | 1996-97, 1999-00                   | 1993-94                                     |
| SC Faetano          | 1       | 4          | 1993-94                            | 1985-86, 1992-93, 1998-99, 2007-08          |
| SP Tre Penne        | 1       | 3          | 2004-05                            | 1987-88, 1999-00, 2009-10                   |
| SS Pennarossa       | 1       | 2          | 2002-03                            | 2001-02, 2004-05                            |
| SS Virtus           | 1       | 2          | 1987-88                            | 2002-03, 2003-04                            |
| SP Cailungo         | 1       | -          | 2001-02                            | ----                                        |
| AC Juvenes/Dogana   | -       | 3          | ----                               | 1989-90, 1990-91, 2010-11                   |